# Nenê (basket-ball)
Pour les articles homonymes, voir Nene.
Nenê, né Maybyner Rodney Hilário le 13 septembre 1982 à São Carlos au Brésil, est un joueur brésilien de basket-ball évoluant au poste de pivot.

## Biographie
Natif de São Carlos, il reçoit son surnom Nenê (bébé en portugais) car il est le plus jeune de sa famille et de son groupe d'amis d'enfance. Comme la plupart des enfants brésiliens, il commence par jouer au football. Il fait étalage d'assez d'aptitudes pour que quelques clubs professionnels s'intéressent à lui. Il commence le basket-ball à l'âge de 14 ans, et apprend très vite. Son premier entraîneur affirme que lorsque Nenê tenta pour la première fois de dunker, il ne fit pas que dunker : il cassa le panier[réf. nécessaire].
Nenê est pour la première fois remarqué au niveau international lors des Goodwill Games 2001 en tant que membre de l'équipe nationale brésilienne. Il joue aussi pour le club brésilien Vasco de Gama. En 2002, il brille à la pré-Draft de la NBA à Chicago.

### Carrière en NBA

#### Nuggets de Denver (2002-Mar.2012)
Les Knicks de New York le sélectionnent à la 7e place de la draft 2002 de la NBA et le transfèrent immédiatement à Denver.
Il commence la saison 2002-2003 sur le banc, mais la termine en tant que titulaire, avec 10,5 points, 6,1 rebonds et 1,6 interception par match. Il est également parmi les 10 shooteurs les plus adroits avec 51,6 % de réussite. À la fin de la saison, il est sélectionné dans la All-NBA Rookie First Team.
Le 1er novembre 2005, lors d'une rencontre face aux Spurs de San Antonio, Nenê fait une mauvaise chute, et se blesse très gravement au genou droit. Sa saison 2005-2006 s'arrête là, alors qu'il n'a encore joué que 3 minutes.
La saison 2007-08 est marquée par un cancer aux testicules qui l'éloigne des parquets à partir de janvier 2008. Il revient en force dans l'équipe des Nuggets au début de la saison 2008-09, réalisant ses plus belles performances individuelles et collectives.

#### Wizards de Washington (Mar.2012-2016)
Le 15 mars 2012, il est envoyé aux Wizards de Washington, avec Brian Cook, à l'issue d'un échange à trois équipes qui envoie Javale McGee et Ronny Turiaf aux Nuggets de Denver et Nick Young aux Clippers de Los Angeles.
Le 23 février 2014, lors de la victoire des siens 96 à 83 contre les Cavaliers de Cleveland, Nenê se blesse au genou gauche durant le troisième quart temps. Après le passage d'une IRM, il souffre d'une entorse du ligament collatéral interne du genou gauche et doit manquer entre quatre et six semaines de compétition.

#### Rockets de Houston (2016-2020)
Nenê s'engage pour 1 an chez les Rockets de Houston.
Le 5 février 2020, il est envoyé aux Hawks d'Atlanta dans un échange à 12 joueurs. Il est coupé le lendemain.

## Palmarès
- NBA All-Rookie First Team en 2003.

## Records sur une rencontre en NBA
Les records personnels de Nenê en NBA sont les suivants, :
| Type de statistique        | Saison régulière | Saison régulière       | Saison régulière | Playoffs | Playoffs                       | Playoffs      |
| Type de statistique        | Record           | Adversaire             | Date             | Record   | Adversaire                     | Date          |
| -------------------------- | ---------------- | ---------------------- | ---------------- | -------- | ------------------------------ | ------------- |
| Points                     | 30               | 2 fois                 | 2 fois           | 28       | @ Thunder d'Oklahoma City      | 23 avril 2017 |
| Paniers marqués            | 13               | 2 fois                 | 2 fois           | 12       | @ Thunder d'Oklahoma City      | 23 avril 2017 |
| Paniers tentés             | 22               | Lakers de Los Angeles  | 26 novembre 2013 | 17       | 2 fois                         | 2 fois        |
| Paniers à 3 points réussis | 1                | 7 fois                 | 7 fois           | -        | -                              | -             |
| Paniers à 3 points tentés  | 1                | 53 fois                | 53 fois          | 1        | Thunder d'Oklahoma City        | 25 avril 2017 |
| Lancers francs réussis     | 12               | 2 fois                 | 2 fois           | 12       | @ Thunder d'Oklahoma City      | 20 avril 2011 |
| Lancers francs tentés      | 15               | Nets du New Jersey     | 20 novembre 2010 | 18       | @ Thunder d'Oklahoma City      | 20 avril 2011 |
| Rebonds offensifs          | 9                | 2 fois                 | 2 fois           | 8        | @ Spurs de San Antonio         | 22 avril 2007 |
| Rebonds défensifs          | 12               | @ Bucks de Milwaukee   | 11 février 2013  | 10       | Hornets de La Nouvelle-Orléans | 19 avril 2009 |
| Rebonds totaux             | 17               | @ Pistons de Détroit   | 26 mars 2007     | 14       | Hornets de La Nouvelle-Orléans | 19 avril 2009 |
| Passes décisives           | 9                | Heat de Miami          | 15 janvier 2014  | 6        | 2 fois                         | 2 fois        |
| Interceptions              | 6                | 2 fois                 | 2 fois           | 3        | 3 fois                         | 3 fois        |
| Contres                    | 5                | Spurs de San Antonio   | 3 février 2009   | 3        | 2 fois                         | 2 fois        |
| Balles perdues             | 8                | @ Grizzlies de Memphis | 27 janvier 2009  | 5        | 2 fois                         | 2 fois        |
| Minutes jouées             | 47               | @ Pistons de Détroit   | 26 mars 2007     | 42       | @ Mavericks de Dallas          | 11 mai 2009   |

- Double-double : 115 (dont 7 en playoffs)
- Triple-double : 0

## Divers
Il est le joueur le plus adroit aux tirs lors de la saison NBA 2010-2011 avec 61,47 % de réussite aux tirs à 402/654.